# Villa Käthe
Die Villa Käthe liegt im Stadtteil Niederlößnitz der sächsischen Stadt Radebeul, in der Zillerstraße 7. Die Villa ist vermutlich nach Woldemar Lipperts zweiter Ehefrau Katharina (Käthe) Henriette Ina Pape benannt.

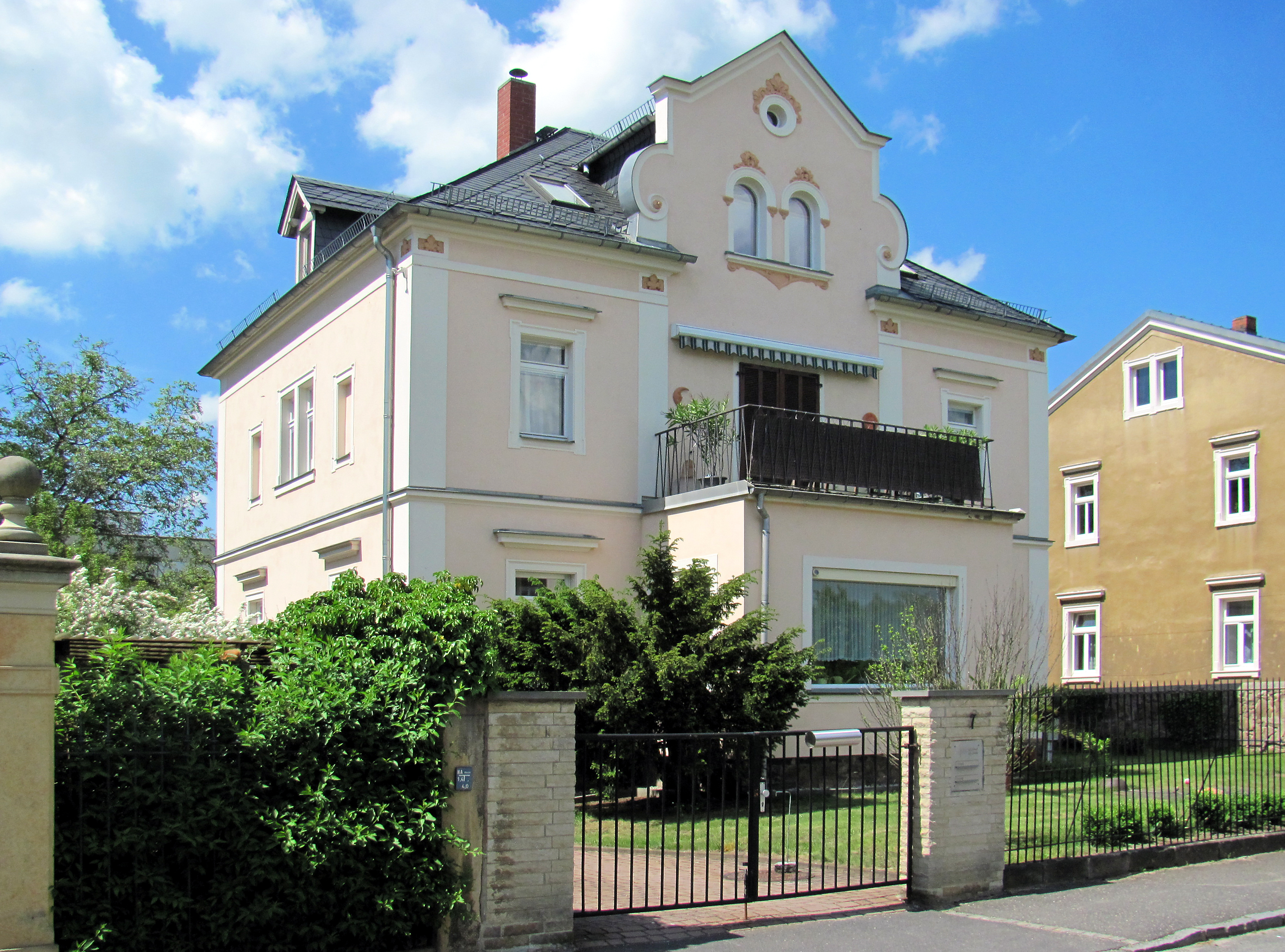
Villa Käthe

## Beschreibung

Villa Käthe, Bauzeichnung 1905 vom Umbau durch Paul Ziller

Die zweigeschossige, unter Denkmalschutz stehende Villa ist ein Putzbau mit Gesimsgliederungen auf einem Natursteinsockel sowie mit einem Walmdach. In der traufständigen Straßenansicht befindet sich mittig ein Dachaufbau mit Dreiecksgiebel, seitlichen Voluten sowie gekoppelten Rundbogenfenstern. Darunter befindet sich eine massive Veranda mit einem Austritt aus dem Obergeschoss.
In der Rückansicht befindet sich der Eingang, dort steht auch ein zweigeschossiger Wirtschaftsflügel mit einem Satteldach.
Schräg gegenüber liegt das Landhaus Käthe (Zillerstraße 10).

## Geschichte
1889 errichteten die Gebrüder Ziller, höchstwahrscheinlich nach einem Entwurf des Architekten Carl Käfer, für K. F. Kaumann eine Villa mit einem Satteldach. 1904 baute der Architekt Paul Ziller das Gebäude für den Historiker Woldemar Lippert leicht barockisierend um, unter anderem mit einem Walmdach.
1938 erfolgte eine Vereinfachung der Gliederung des Gebäudes.